# Ruxandra Dragomir
Ruxandra Dragomir Ilie (ur. 24 października 1972 w Pitești) – rumuńska tenisistka, reprezentantka kraju w Fed Cup, olimpijka.

## Życie prywatne
Na początku 2001 roku została żoną Florenta Ilie i od tego czasu używała na kortach podwójnego nazwiska Dragomir Ilie. Trenowana przez Florenta Mihai oraz Gica Vaideanu.

## Kariera tenisowa
Występy na kortach Rumunka rozpoczęła w 1990 roku, wygrywając przez następne lata kilka turniejów ITF. W 1993 zadebiutowała na kortach światowych, jako zawodniczka z "dziką kartą" na imprezie w Linzu. Na Roland Garros przegrała w czwartej rundzie z Arantxą Sánchez Vicario. Jako juniorka, w 1990 roku, wygrała ten turniej w grze podwójnej, razem z Iriną Spîrleą.
W 1994 roku jej największymi osiągnięciami były czwarta runda Roland Garros (wygrana m.in. nad [13] Magdaleną Maleewą) oraz ćwierćfinał w Pradze – obie imprezy na kortach ziemnych.
1995 – Dragomir zaliczyła pierwszy finał w zawodowym turnieju kobiet – w Maria Lankowitz. Przegrała z najwyżej rozstawioną Wiesner. Po raz pierwszy w karierze awansowała do czołowej pięćdziesiątki rankingu. W Barcelonie dotarła do ćwierćfinału i po raz trzeci z rzędu do czwartej rundy Roland Garros.
W roku 1996 Dragomir wygrała swoje pierwsze tytuły zawodowe. Najpierw zwyciężyła w Budapeszcie, pokonując turniejową jedynkę, Julie Halard-Decugis. Kolejny sukces odniosła w Karlowych Warach, po czym dotarła do półfinału imprezy w Rosemalen, ćwierćfinału w Hamburgu oraz trzeciej rundy Wimbledonu. Po raz pierwszy wystąpiła na letnich igrzyskach olimpijskich w konkurencji gry pojedynczej. Wygrała turniej w Pattaya. Sklasyfikowana wśród dwudziestu pięciu najlepszych zawodniczek świata.
1997 – pierwszy tytuł na kortach trawiastych i jednocześnie czwarty w karierze wywalczyła w Rosmalen. Dotarła do finału w Hamburgu, pokonała Ivę Majoli podczas występu w Italian Open. Na Roland Garros dotarła do ćwierćfinału, w Australian Open była w czwartej rundzie (porażka z doskonale dysponowaną młodą mistrzynią Hingis). To najlepszy sezon w jej karierze, sklasyfikowana w pierwszej dwudziestce rankingu.
1998 – w trzeciej rundzie w Hilton Head wygrała z Sandrine Testud. Wygrała dwusetny mecz w karierze przeciwko Cacic na Amelia Island. Po pokonaniu Jennifer Capriati już w pierwszej rundzie Italian Open, wygrała również z Amandą Coetzer. Tylko raz w sezonie zagrała w turnieju ITF w Prościejoie, gdzie zwyciężyła w singlu.
1999 – po wspaniałych wyczynach na Amelia Island (pokonanie Barbary Schett, Anny Kurnikowej i Magüi Serny) została nagrodzona udziałem w pierwszym od dwóch lat zawodowym finale, który przegrała z Monicą Seles. Wystąpiła w półfinale German Open (pokonując po drodze Janę Novotną), a także w półfinale w New Haven (przegrywając nie z nikim innym, jak z Lindsay Davenport). Sezon po raz drugi w karierze zakończyła w pierwszej dwudziestce rankingu.
2000 – w jedynym finale w sezonie w ’s-Hertogenbosch zwyciężyła swój kolejny tytuł singlowy. W ćwierćfinale tej imprezy pokonała drugą zawodniczkę turnieju, i dziesiątą rakietę świata, Sandrine Testud. W trzech setach przegrała z Martiną Hingis w czwartej rundzie Roland Garros.
2001 – jej najlepszym rezultatem była wygrana w turnieju deblowym w 's-Hertogenbosch, razem z Nadią Pietrową. Panie grały ze sobą w duecie po raz pierwszy. Z Virginią Ruano Pascual osiągnęła finał w Hobarcie. Z powodu kontuzji wycofała się z turnieju w Birmingham. Przegrała jedenaście z dwunastu ostatnich meczów, przed sierpniową przerwą po odpadnięciu w pierwszej rundzie turnieju w Bazylei.
2002 – kontuzja wykluczyła zawodniczkę ze wszystkich startów w sezonie.
2003 – nie pojawiała się na kortach aż do kwietnia. Rezultaty po powrocie były jednak bardzo słabe, wszystkie turnieje (grając z rankingiem specjalnym, jako 111 zawodniczka świata), zakończyła na pierwszej rundzie, przegrywając z tak mało znanymi zawodniczkami, jak Słowaczka Jarmila Gajdošová.
2004 – podczas turniejów korzystała z rankingu specjalnego. Zdołała ograć Zuzanę Ondráškovą w pierwszej rundzie w Miami, ale przegrała już w drugiej z Jeleną Diemientjewą. W pięciu turniejach deblowych ITF uzyskała finały, wygrała trzy z nich.
2005 – dotarła do deblowego półfinału J&S Cup w Warszawie; to jej ostatni występ na światowym korcie. Grała w parze z Kariną Habšudovą.

### Wygrane turnieje rangi WTA Tour

#### Gra pojedyncza (4)
|    | Data       | Turniej                           | Kat.          | ($)     | Naw.   | Finalistka          | Wynik         |
| 1. | 12/05/1996 | Budapeszt, Budapest Grand Prix    | Kategoria IV  | 107 500 | ziemna | Melanie Schnell     | 7:6(6), 6:1   |
| 2. | 15/09/1996 | Karlowe Wary, Pupp Czech Open     | Kategoria IV  | 160 000 | ziemna | Patty Schnyder      | 6:2, 3:6, 6:4 |
| 3. | 25/11/1996 | Pattaya, Pattaya Women's Open     | Kategoria IV  | 107 500 | twarda | Tamarine Tanasugarn | 7:6, 6:4      |
| 4. | 21/06/1997 | ’s-Hertogenbosch, Heineken Trophy | Kategoria III | 150 000 | twarda | Miriam Oremans      | 5:7, 6:2, 6:4 |

#### Gra podwójna (5)
- 1994 Palermo (z Garrone)
- 1995 Bournemouth (z de Swardt)
- 1997 Praga (z Habšudovą)
- 1997 Warszawa (z Gorrochategui)
- 2001 's-Hertogenbosch (z Pietrową)

### Finały juniorskich turniejów wielkoszlemowych

#### Gra podwójna (1)
| Końcowy wynik | Rok  | Turniej     | Nawierzchnia | Partnerka     | Przeciwniczki                   | Wynik finału |
| Zwyciężczyni  | 1990 | French Open | Ceglana      | Irina Spîrlea | Tatiana Ignatieva Irina Sukhova | 6:3, 6:1     |